# Franz Kühn (Fotograf)
Franz Kühn (geboren vor 1888 in Wien; gestorben um 1915) war ein österreichischer Maler und Fotograf. Er galt als einer der Besten seines Faches insbesondere mit seinen frühen Momentaufnahmen von Pferden und als Fotojournalist bei Pferderennen.

## Leben

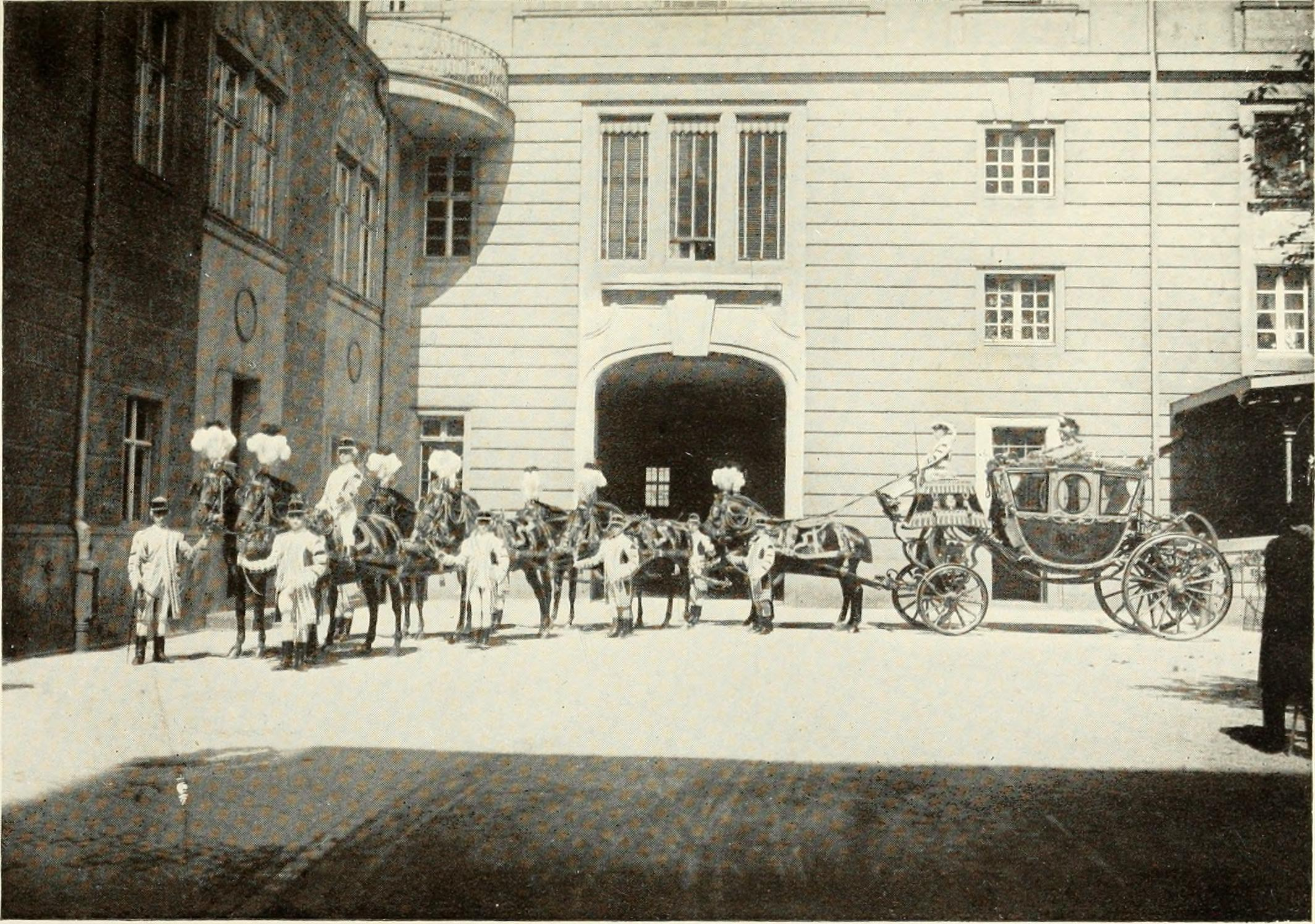
Königliche Pferdekutschen im Kaiserlichen Palasthof in Berlin

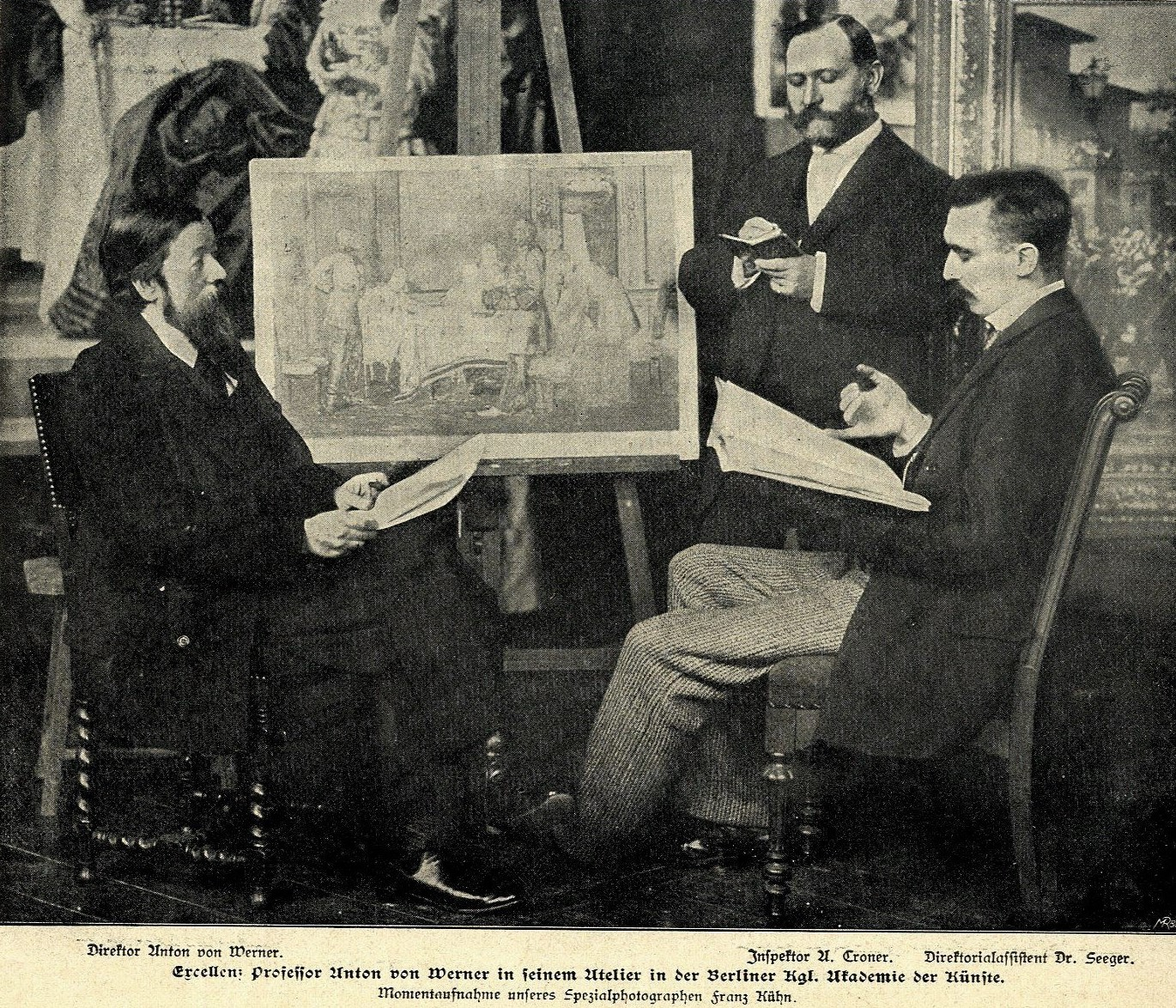
„Exzellenz Professor Anton von Werner in seinem Atelier in der Berliner Kgl. Akademie der Künste. Momentaufnahme unseres Spezialphotographen Franz Kühn“;
mit Inspektor A. Croner und Direktorialassistent Dr. Seeger, Zeitungsdruck, um 1900

Der Wiener Maler Franz Kühn gründete 1888 in Berlin eine „Kunstanstalt für Momentphotographie und kolorierte Nachbildungen“.
Zu seinen Schülern zählte Alex Menzendorf.
Um die Wende zum 20. Jahrhundert unterhielt Kühn ein Atelier in der Behrensstraße, ab 1902 in den zuvor von Heinrich Schnaebeli genutzten Räumlichkeiten in der Straße Unter den Linden.
Ein 1915 erschienener Nachruf hob Kühns Fähigkeit hervor, „ausgezeichnete Bilder zu entwickeln, die Charakteristik von Pferd und Reiter scharf zu erfassen und im günstigsten Moment festzuhalten.“